# Relaciones Afganistán-Guatemala
Las relaciones Guatemala-Afganistán son las relaciones internacionales entre el Emirato Islámico de Afganistán y la República de Guatemala. Los dos países no han establecido relaciones diplomáticas entre sí.

## Relaciones diplomáticas
Guatemala no mantiene relaciones diplomáticas con casi 38 países, gran mayoría de ellos en África y Asia entre ellos está Afganistán.
Afganistán es uno de los países que deben procesar una visa guatemalteca en las Representaciones Diplomáticas, Embajadas o Consulares de Guatemala en el extranjero.
Luego de entablar relaciones diplomáticas con Turquía, Guatemala ha tenido acercamientos con los países árabes, entre ellos Afganistán, cuya relación es promovida por el gobierno turco.